# Escut, bandera i estendard de Castellnou (Alt Palància)
L'escut, la bandera i l'estendard de Castellnou són els símbols representatius de Castellnou, municipi del País Valencià, a la comarca de l'Alt Palància.

## Escut heràldic
L'escut oficial de Castellnou té el següent blasonament:
| « | Escut quadrilong de punta redona. En camp de gules, un castell d'argent, maçonat i aclarit de sable, terrassat d'or amb un camí. Per timbre, corona reial oberta. | » |

## Bandera
La bandera oficial de Castellnou té la següent descripció:
| « | Bandera de proporcions 2:3. De gules amb dos franges bandades al batent d'argent, carregada al centre amb un castell d'argent, maçonat i aclarit de sable. | » |

## Estendard
L'estendard oficial de Castellnou té la següent descripció:
| « | Estendard de proporcions 2:1. De gules amb dues franges bandades al batent d'argent o gris perla, carregat al centre amb un castell d'argent o gris perla, maçonat i aclarit de sable. | » |

## Història
L'escut fou aprovat per Resolució de 15 de març de 2000, del conseller de Justícia i Administracions Públiques, publicada en el DOGV núm. 3.733, de 18 d'abril de 2000.
El castell és el senyal parlant tradicional dels escuts de la vila i fa al·lusió a l'antic castell islàmic, avui en ruïnes, situat dalt del puig de Sant Cristòfol.
La bandera fou aprovada per Resolució de 24 de maig de 2007, del conseller de Justícia, Interior i Administracions Públiques, publicada en el DOGV núm. 5.529, de 7 de juny de 2007. L'estendard fou aprovat el 2011.
A l'Arxiu Històric Nacional es conserven les empremtes de dos segells en tinta de Castellnou de 1876, de l'Ajuntament i de l'Alcaldia, on ja hi apareixen les armories de la població.

Segell de l'Ajuntament (AHN, 1876).
Segell de l'Alcaldia (AHN, 1876).